# Aristida dichotoma
Aristida dichotoma är en gräsart som beskrevs av André Michaux. Aristida dichotoma ingår i släktet Aristida och familjen gräs. Inga underarter finns listade i Catalogue of Life.